# Mbaye Lamine Niang
Mbaye Lamine Niang (21 novembre 1977) è un calciatore mauritano, portiere del Cansado Nouadhibou.